# Il terzo uomo
Il terzo uomo (The Third Man) è un film del 1949 diretto da Carol Reed, vincitore del Grand Prix per il miglior film al 3º Festival di Cannes. La sceneggiatura è dello scrittore Graham Greene, che durante la stesura scrisse anche un romanzo col medesimo titolo pubblicato l'anno dopo l'uscita del film.
Nel 1998 l'American Film Institute l'ha inserito al 57º posto della classifica AFI's 100 Years... 100 Movies.

## Trama

Orson Welles nella penultima sequenza

Nella Vienna del dopoguerra, devastata e occupata dalle forze Alleate, in cui fiorisce ogni sorta di commercio illegale, arriva Holly Martins (nella versione italiana Alga Martins), uno scrittore americano di romanzetti d'avventura in difficoltà economiche. Holly è stato chiamato per un'offerta di lavoro dall'amico di gioventù Harry Lime, ma scopre che questi è morto il giorno prima investito da un'auto alla presenza di due amici. Al funerale il maggiore Calloway lo informa che Harry era in realtà un criminale, cosa a cui Holly si rifiuta di credere, mentre il portiere del palazzo gli rivela che al momento dell'incidente era presente un misterioso terzo uomo, ma viene ucciso prima di poter dare altre informazioni.
Convintosi che la morte dell'amico nasconda un mistero, Holly indaga insieme ad Anna, l'amante di Harry, di cui si innamora non corrisposto, ma una sera scorge in strada una figura in cui riconosce proprio Harry, che si dilegua attraverso le fogne, usate per muoversi di nascosto da un settore all'altro della città. Il maggiore accerta che nella tomba dell'uomo è in realtà sepolto il cadavere di un suo complice e rivela ad Holly che l'attività illegale dell'amico è quella di rubare penicillina agli ospedali e poi venderla agli ammalati dopo averla diluita. Holly riesce quindi ad incontrare Harry, che gli manifesta tutta la sua cinica filosofia di vita, giustificando i suoi traffici criminali e rinnovandogli la proposta di collaborazione.
Dopo aver constatato visitando un ospedale le drammatiche conseguenze dell'attività criminale dell'amico, Holly si convince a collaborare col maggiore fissando un nuovo incontro con Harry, che viene avvisato all'ultimo momento della trappola da Anna e fugge ancora nei condotti delle fogne. Dopo aver ucciso un poliziotto ed essere stato a sua volta ferito, consapevole che la sua sorte è ormai segnata, chiede con uno sguardo all’amico che lo ha raggiunto di premere il grilletto, venendo esaudito. Anna respingerà poi l'amore di Holly ignorandolo.

## Produzione
Orson Welles, per farsi alzare il cachet, scappò in giro per l'Europa inseguito dai produttori, poi, una volta tornato a Vienna, si chiuse nella camera d'albergo e i suoi produttori dovettero strapagare un mago italiano affinché rivelasse i suoi trucchi all'attore in cambio della sua recitazione nel film.

### Battute celebri
(Orson Welles)

Successivamente, in This is Orson Welles (1993), Orson Welles avrebbe detto: 
(Nigel Rees, Brewer's Famous Quotations, Sterling, 2006, pp. 485–86.)
In effetti gli orologi a cucù ebbero origine in Germania nella Foresta Nera. La famosa frase sugli orologi a cucù venne inserita da Orson Welles, come scrisse proprio Graham Greene:

### Fotografia
Il film fu girato in un notevole bianco e nero - per il quale il film vinse l'Oscar - e con molte riprese realizzate con un'inquadratura inclinata (cosiddetto angolo olandese) per suggerire il clima avvolgente e teatrale delle ombre che invadono le strade della città. Per migliorare questo gioco di luci, il regista ebbe l'intuizione di girare con le strade bagnate in modo che la luce scintillasse sulle sue superfici.

## Distribuzione
Nell'edizione italiana Holly Martins diventa Alga Martins (sebbene in inglese holly significhi agrifoglio, non alga). Per questo Anna Schmid, nel corso della vicenda, lo prende in giro per via del suo "ridicolo nome". Nei titoli di testa e nella locandina originale (vedere sopra in box) Alida Valli appare col solo cognome, come per tutti i film girati nel Regno Unito e negli Stati Uniti.

## Colonna sonora
La composizione originale del film, The "Harry Lime" theme di Anton Karas, è ispirata alla canzone Minor Swing del chitarrista jazzista Django Reinhardt.

## Riconoscimenti
- 1949 - Festival di Cannes
  - Palma d'oro a Carol Reed
- 1950 - Premio BAFTA
  - Miglior film britannico
  - Candidatura Miglior film
- 1951 - Premio Oscar
  - Miglior fotografia a Robert Krasker
  - Candidatura Migliore regia a Carol Reed
  - Candidatura Miglior montaggio a Oswald Hafenrichter
- Nel 1999 il British Film Institute l'ha inserito al primo posto della lista dei migliori cento film britannici del XX secolo.[6]
- La rivista Empire l'ha inserito al ventunesimo posto della lista dei migliori 500 film di tutti i tempi (The 500 Greatest Movies Of All Time).